# Chaetozone platycera
Chaetozone platycera är en ringmaskart som beskrevs av Anne D. Hutchings och Murray 1984. Chaetozone platycera ingår i släktet Chaetozone och familjen Cirratulidae. Inga underarter finns listade i Catalogue of Life.